# أدلر بيتر
أدلر بيتر (بالمجرية: Adler Péter )‏ (و. 1910 – 1983 م) هو طبيب مجري، كان عضوًا في الأكاديمية الألمانية للعلوم ليوبولدينا، توفي في دبرتسن، عن عمر يناهز 73 عاماً.